# Ixodes stromi
Ixodes stromi är en fästingart som beskrevs av Filippova 1957. Ixodes stromi ingår i släktet Ixodes och familjen hårda fästingar. Inga underarter finns listade i Catalogue of Life.